# يوهان زيتونة
يوهان سلوان زيتونة هو لاعب كرة قدم يوناني محترف من أصل عراقي، من مواليد 31 مايو 2000، يلعب لنادي بلدية غريسيا، وهو الأخ الأصغر لزميله لاعب كرة القدم يوسف زيتونة

## روابط خارجية
- يوهان زيتونة على موقع قاعدة بيانات كرة القدم.إي يو (الإنجليزية)